# 雷丁监狱之歌
《雷丁监狱之歌》（The Ballad of Reading Gaol）是奥斯卡·王尔德的一首诗歌，写于1897年5月19日他自英国雷丁监狱释放，到达法国滨海塞纳省大伯尔纳瓦尔（Berneval-le-Grand）之后。王尔德在1895年因被控与其他男子犯有严重猥亵罪，被判处两年劳役，被关押在雷丁。
王尔德在1897年中，与罗伯特·罗斯住在大伯尔纳瓦尔时写下了这首诗。这首诗讲述了皇家骑兵卫队30岁的骑兵伍尔德里奇在温莎 附近的克莱尔，割断妻子劳拉·艾伦的喉咙，而在1896年7月7日星期二处以绞刑的故事。
完成的诗歌于1898年2月13日由史密瑟斯出版， 署名 "C.3.3."是王尔德囚室的代号。当时王尔德臭名昭著，他的名字不宜出现在在封面上。直到1899年6月第7次印刷，人们才知道C.3.3实际上就是王尔德。第一版出版了800本，一周内售罄，史密瑟斯宣布将在一周内发行第二版；第二版于2月24日出版，共1000册，销量也很好。3月4日印刷了第三版，99本由作者签名，同一天印刷了第四版，共1200本。第五版1000册于3月17日出版，第六版于1898年5月21日出版，共1000册。第七版于1899年6月23日出版，将奥斯卡·王尔德的名字放在方括号中，放在C.3.3的下面。 这首诗为他余生带来了微薄的收入。

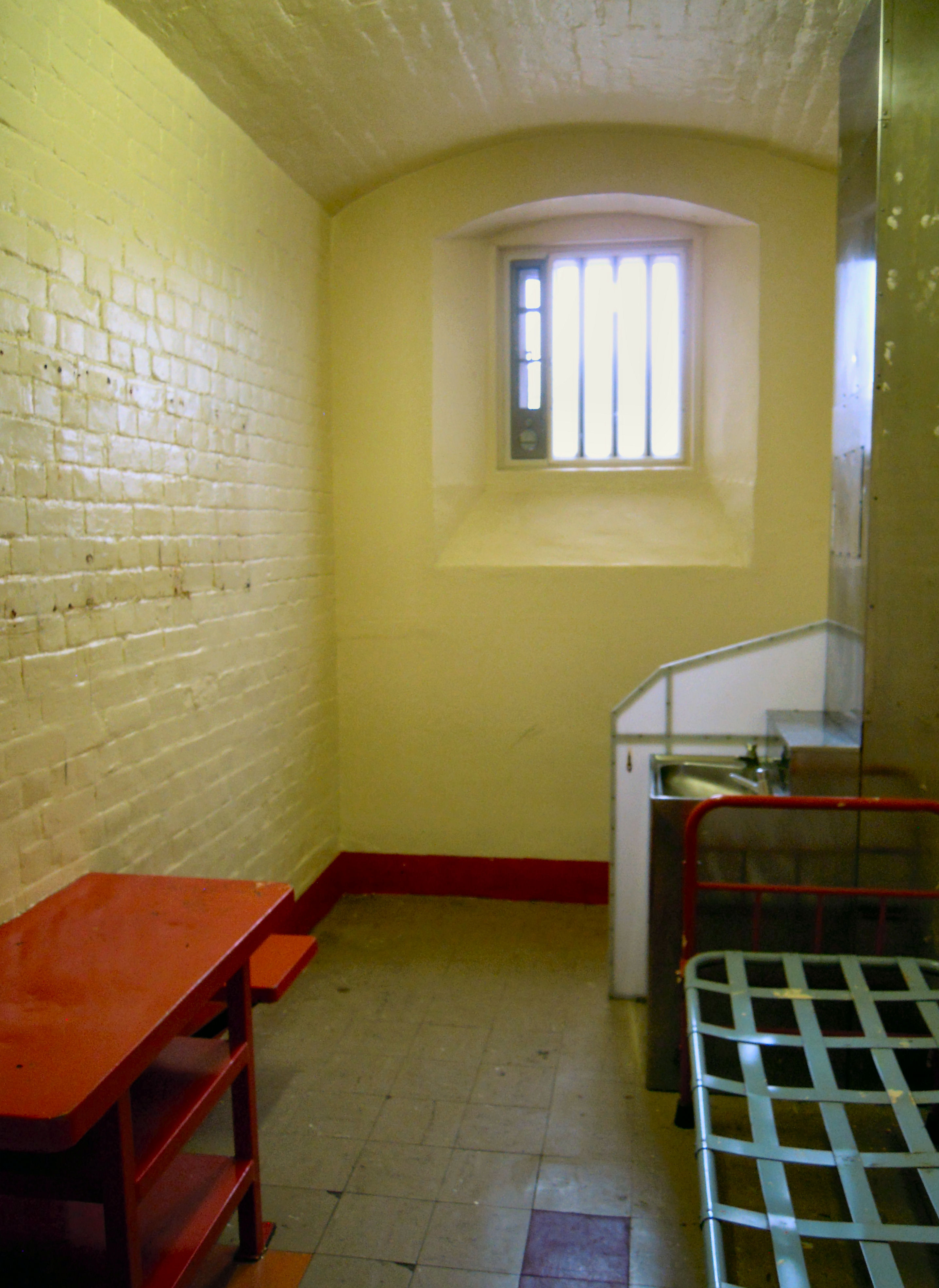
雷丁监狱关押王尔德的囚室